# David Hickson
David Hickson (Salford, 30 ottobre 1929 – Chester, 8 luglio 2013) è stato un allenatore di calcio e calciatore inglese, di ruolo attaccante.

## Caratteristiche tecniche
Era un centravanti ben piazzato fisicamente e dotato sia nel gioco aereo che palla a terra; per la potenza del suo tiro era soprannominato dai tifosi dell'Everton Cannonball Kid.

## Carriera

### Giocatore
Hickson inizia la carriera nelle giovanili dei semiprofessionisti dell'Ellesmere Port Town per poi nel 1948, all'età di 19 anni, trasferirsi all'Everton, club della prima divisione inglese; tra il 1948 ed il 1951 pur facendo parte della rosa delle Toffees non gioca nessuna partita di campionato, facendo il suo vero e proprio esordio solamente nella stagione 1951-1952, all'età di 22 anni, nel campionato di seconda divisione nel quale il club di Liverpool era appena retrocesso. Tra il 1951 ed il 1954, anno del ritorno in prima divisione del club, Hickson totalizza complessivamente 98 presenze e 51 reti (25 delle quali nella stagione 1953-1954, nella quale offre un contributo decisivo alla promozione dell'Everton) in incontri di campionato, ai quali aggiunge poi 12 reti in 39 presenze in prima divisione nella stagione 1954-1955 e 2 partite nelle prime settimane della stagione 1955-1956, nella quale gioca poi anche nell'Aston Villa (12 presenze ed un gol in prima divisione tra il settembre ed il novembre del 1955) e con l'Huddersfield Town (26 presenze e 9 reti sempre in prima divisione, per un totale quindi di 40 presenze e 10 reti nel campionato nel suo insieme); rimane ai Terriers anche durante la stagione 1956-1957, trascorsa in seconda divisione, durante la quale va in rete per 19 volte in 28 presenze. Nell'estate del 1957 fa poi ritorno per 7500 sterline (contro le 17500 a cui era stato ceduto all'Aston Villa alcuni anni prima) all'Everton, dove rimane fino all'ottobre del 1960 giocando stabilmente da titolare: dopo aver segnato 9 reti in 35 presenze nella stagione 1957-1958, segna infatti 17 reti in 39 presenze, ovvero il suo miglior bottino in carriera in un singolo campionato di prima divisione. Nell'ottobre del 1959, dopo altre 12 presenze e 6 gol con l'Everton, passa ai rivali cittadini del Liverpool, militanti in seconda divisione ed allenati da Bill Shankly, suo ex allenatore nella seconda stagione all'Huddersfield Town, che arriva nel club poche settimane dopo Hickson stesso: con i Reds gioca per poco meno di due stagioni, entrambe concluse sfiorando e mancando di poco la promozione in prima divisione, e totalizza complessivamente 60 presenze e 37 reti in incontri di campionato (più precisamente, segna 21 reti in sole 27 presenze nella parte di stagione 1960-1961 trascorsa nel club e 16 reti in 33 presenze nella stagione 1961-1962, nella cui parte finale perde il posto da titolare). A fine stagione, all'età di 32 anni, va a giocare ai semiprofessionisti del Cambridge City; torna comunque a giocare a livello professionistico già dal gennaio del 1962 quando si accasa al Bury, con cui termina la stagione 1961-1962 giocando 8 partite in terza divisione senza mai segnare; l'anno seguente gioca invece da titolare fisso in quarta divisione al Tranmere, con cui mette a segno 23 reti in 45 partite di campionato giocate. Si ritira poi nel 1966, all'età di 37 anni, dopo aver giocato nella prima divisione nordirlandese con il Ballymena Utd (di cui era contemporaneamente anche allenatore) e poi nuovamente in Inghilterra con i semiprofessionisti di Winsford Town e Northwich Victoria.
In carriera ha totalizzato complessivamente 396 presenze e 182 reti nei campionati della Football League (tra le quali 165 presenze e 54 reti in prima divisione).

### Allenatore
Dopo il ritiro ha allenato nuovamente il Ballymena United (nel 1967) nella prima divisione nordirlandese e, per un periodo, anche il Bangor (nel 1968), sempre nella medesima categoria.